# 兴凤陇节度使
兴凤陇节度使，為唐朝、五代在今陕西省西南部设立的節度使。
唐、五代方镇名。759年，设立兴凤都团练守捉使，治凤州。760年，改为兴凤陇都团练守捉使，治陇州。762年，凤州、兴州改属山南西道节度使。唐德宗建中四年（783年）以兴凤陇节度使号为保义军，治凤州（今陕西省凤县）。11月，改为奉义军，785年，增加临洮军使。787年，兼右神策军，后凤州、兴州改属山南西道节度使，陇州改属凤翔节度使。885年，设立兴凤防御使。治凤州。886年，改为威义军。888年，为凤州军，下辖凤州、兴州、利州。891年，利州属于龙剑节度使。897年三月，为鄜坊军。
唐僖宗中和二年（882年）设昭武军，治利州，下辖凤州、兴州、利州。902年，罢利州。

## 歷任
- 韦皋（783年—？）
- 杨晟（886年）
- 满存（886年—892年）
- 李茂贞（892年—？）
- 王建（896年—？）
- 苏文建（897年—？）
- 李继忠（？—902年）
- 王宗伟（902年—？，王建）
- 李茂贞（902年—？）